# Wladiwostok
Wladiwostok (russisch Владивосто́к, wiss. Transliteration Vladivostok anhörenⓘ – übersetzt: Beherrsche den Osten; chinesisch Hǎishēnwǎi 海參崴; auch Port May auf alten englischen Karten) ist eine Großstadt in Ostasien am Japanischen Meer mit rund 600.000 Einwohnern (Stand: 1. Oktober 2021). Sie ist Russlands wichtigste Hafenstadt am Pazifik, bedeutender Wirtschaftsstandort und Verwaltungszentrum des Föderationskreises Ferner Osten und der Region Primorje. In der Agglomeration Wladiwostok, die auch die Großstadt Artjom umfasst, leben rund 800.000 Menschen.

## Geographie

### Lage
Wladiwostok liegt im Süden der zum Föderationskreis Ferner Osten gehörenden Region Primorje, ist eine Hafenstadt am Japanischen Meer, einem Randmeer des Pazifischen Ozeans, und liegt am südlichen Ende der rund 30 Kilometer langen und 13 Kilometer breiten Murawjow-Amurski-Halbinsel, die die Peter-der-Große-Bucht in Amur- und Ussuribucht teilt. Das Stadtzentrum liegt an der Bucht Goldenes Horn. Südlich von Wladiwostok trennt der Östliche Bosporus die Stadt von der Insel Russki. Das Stadtgebiet umfasst eine Fläche von 56.154 Hektar, darunter sind etwa 50 Inseln. Die höchste Erhebung der Stadt ist mit 257 m der Berg Cholodilnik.
Die Entfernung nach Moskau beträgt über die Transsibirische Eisenbahn 9288 und über die Luftlinie 6430 Kilometer. Wladiwostok liegt sieben Zeitzonen östlich von Moskau und grenzt im Norden an den Stadtkreis Artjom.

### Klima
Wladiwostok liegt etwa auf demselben Breitengrad wie Florenz, dennoch sind die Winter kalt und trocken. Die Sommer sind aufgrund der Nähe zur Monsunzone regnerisch und mild.
|                       | Jan   | Feb   | Mär  | Apr | Mai  | Jun  | Jul  | Aug  | Sep  | Okt  | Nov  | Dez   |   |      |
| Mittl. Tagesmax. (°C) | −8,8  | −5,9  | 1,7  | 9,1 | 14,7 | 17,0 | 21,0 | 23,0 | 19,1 | 12,4 | 2,8  | −5,5  | ⌀ | 8,5  |
| Mittl. Tagesmin. (°C) | −16,3 | −13,7 | −5,6 | 1,3 | 6,4  | 10,6 | 15,4 | 17,4 | 12,5 | 5,2  | −4,2 | −12,5 | ⌀ | 1,4  |
|                       |       |       |      |     |      |      |      |      |      |      |      |       |   |      |
| Niederschlag (mm)     | 15    | 19    | 25   | 54  | 61   | 100  | 124  | 153  | 126  | 66   | 38   | 18    | Σ | 799  |
|                       |       |       |      |     |      |      |      |      |      |      |      |       |   |      |
| Sonnenstunden (h/d)   | 5,7   | 6,5   | 7,0  | 6,4 | 6,4  | 4,3  | 3,9  | 4,8  | 6,6  | 6,6  | 5,6  | 5,0   | ⌀ | 5,7  |
|                       |       |       |      |     |      |      |      |      |      |      |      |       |   |      |
| Regentage (d)         | 3     | 3     | 4    | 7   | 8    | 11   | 11   | 10   | 7    | 6    | 4    | 3     | Σ | 77   |
|                       |       |       |      |     |      |      |      |      |      |      |      |       |   |      |
| Wassertemperatur (°C) | −2    | −2    | −1   | 3   | 9    | 14   | 18   | 21   | 19   | 12   | 5    | 0     | ⌀ | 8,1  |
|                       |       |       |      |     |      |      |      |      |      |      |      |       |   |      |
| Luftfeuchtigkeit (%)  | 59    | 58    | 62   | 68  | 74   | 89   | 91   | 87   | 77   | 65   | 61   | 61    | ⌀ | 71,1 |

| −16,3 |

| −13,7 |

| −5,6 |

| 1,3 |

| 6,4 |

| 10,6 |

| 15,4 |

| 17,4 |

| 12,5 |

| 5,2 |

| −4,2 |

| −12,5 |

| −16,3 |

| −13,7 |

| −5,6 |

| 1,3 |

| 6,4 |

| 10,6 |

| 15,4 |

| 17,4 |

| 12,5 |

| 5,2 |

| −4,2 |

| −12,5 |

### Stadtgliederung

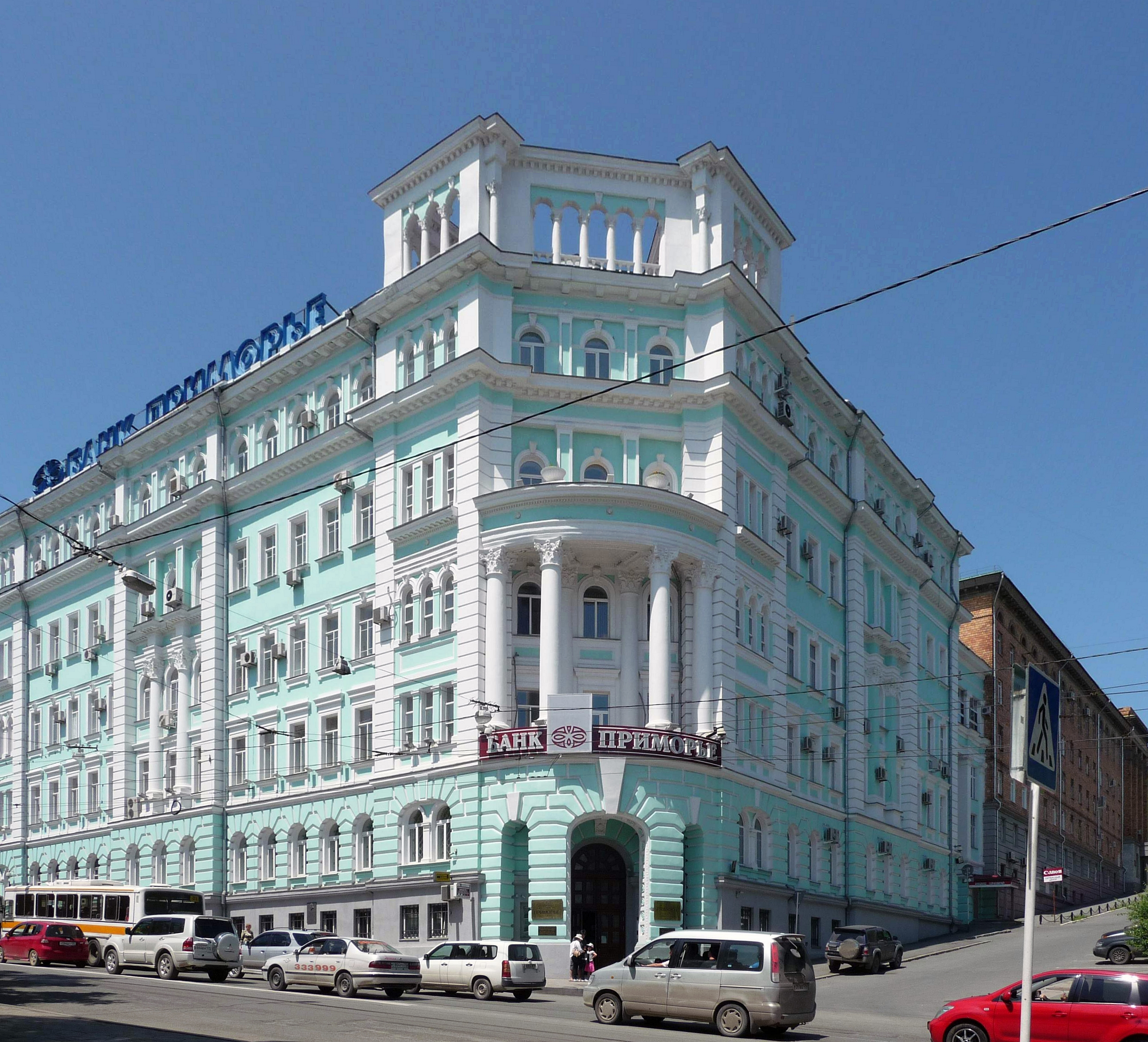
Straßenzüge in Wladiwostok

Wladiwostok bildet einen gleichnamigen Stadtkreis (gorodskoi okrug) und unterteilt sich in folgende Stadtrajons (Stadtbezirke):
- Frunsenski
- Leninski
- Perwomaiski
- Perworetschenski
- Sowjetski

## Geschichte

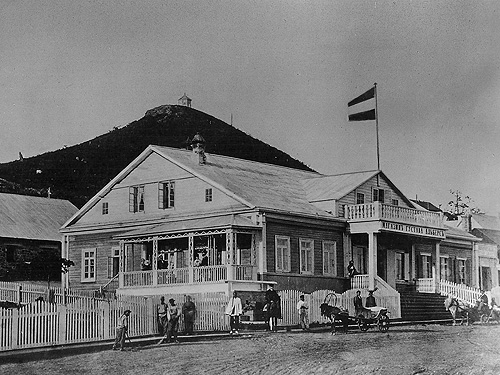
Holzhaus der Handelsfirma Kunst & Albers in Wladiwostok, 1876

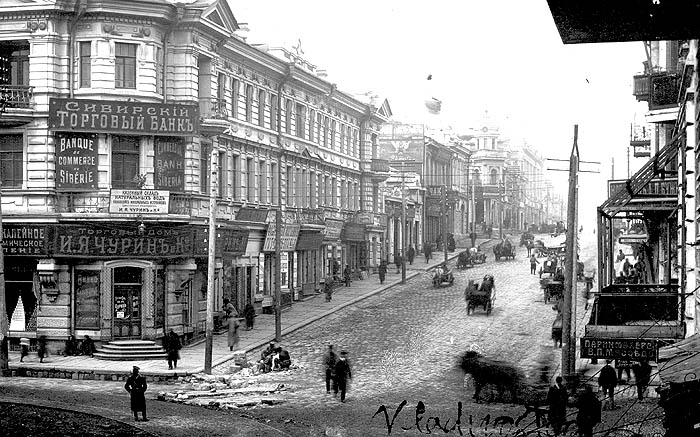
Wladiwostok um 1910

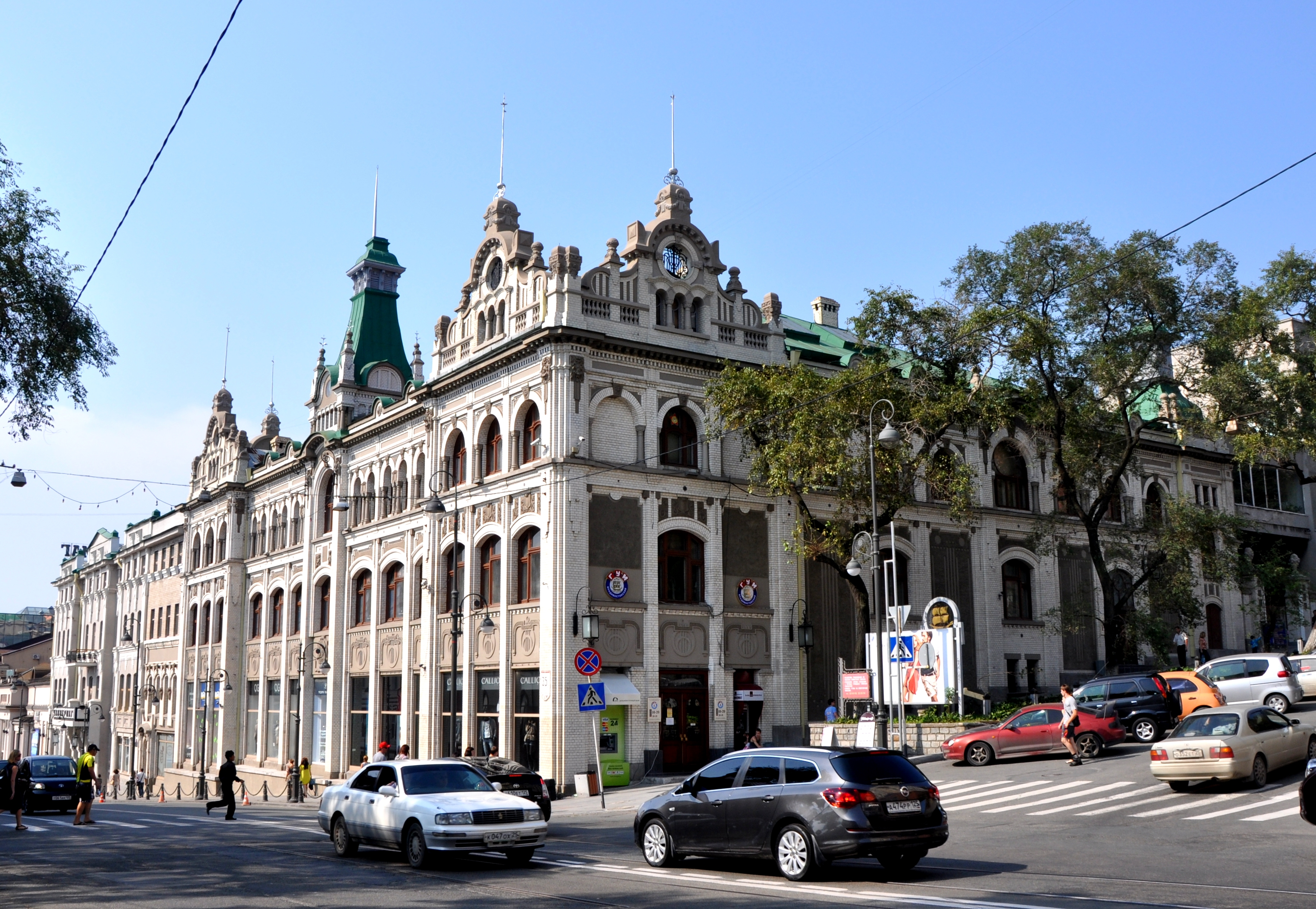
Filiale des Warenhauses GUM, ehemals Kunst und Albers

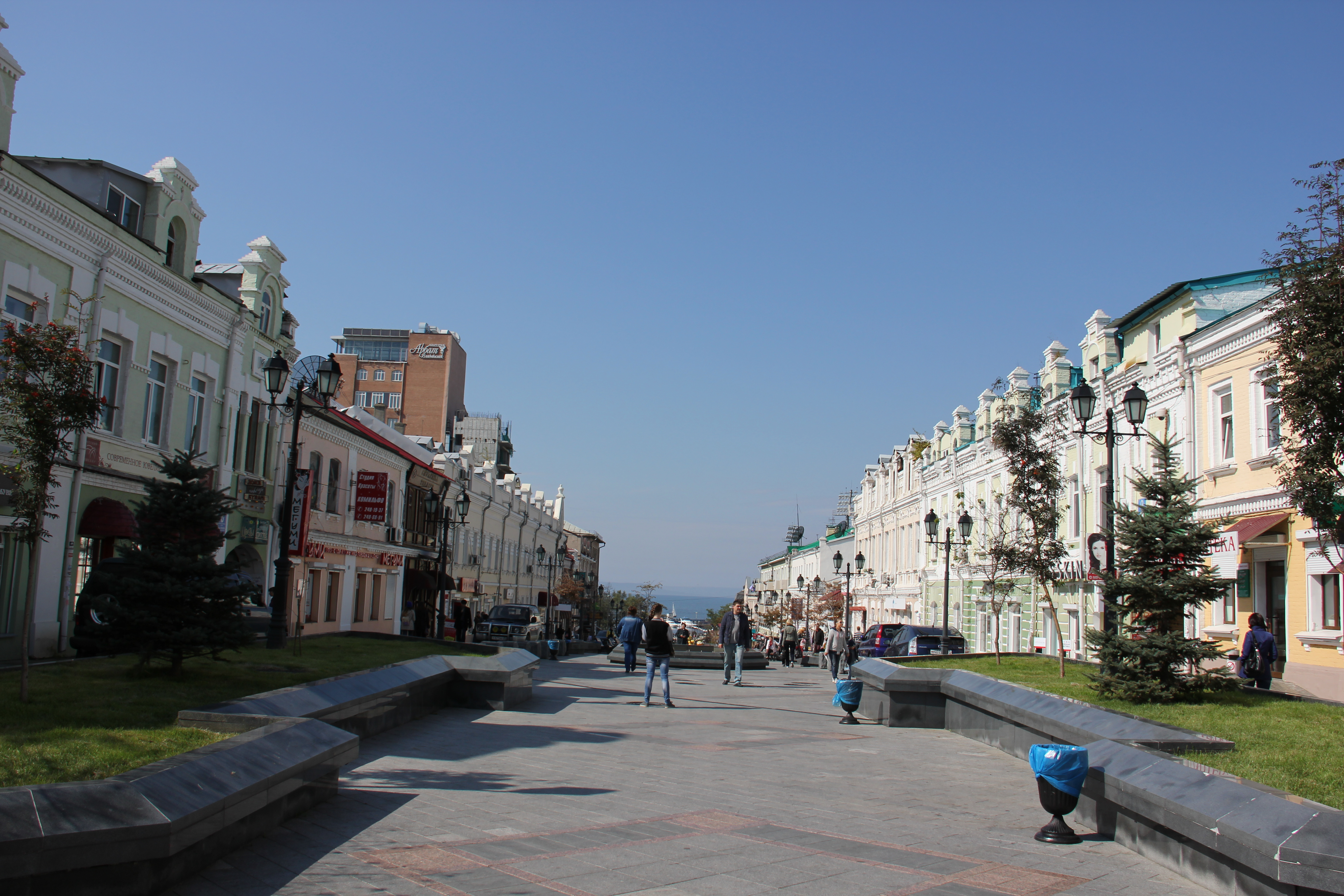
Admiral-Fokin-Straße

Die Region um Wladiwostok gehörte ursprünglich zur chinesischen Äußeren Mandschurei und war von Jurchen und Mandschu bevölkert. Ein französischer Walfänger, der 1852 in die Solotoi-Rog-Bucht einlief, entdeckte am Ufer Hütten chinesisch-mandschurischer Fischer. Der Ort hieß zu dieser Zeit Haishen-wei. Ab Mitte des 19. Jahrhunderts begann Russland seine Vorherrschaft in Zentral- und Ostasien auszuweiten. Mit dem Vertrag von Aigun wurde China 1858 gezwungen, sein Territorium links des Amur (Heilong Jiang) vom Argun bis zur Ozeanmündung an das Russische Kaiserreich abzutreten. Diesem „Ungleichen Vertrag“ folgte am 18. Oktober 1860 die Pekinger Konvention, womit China sein Küstengebiet östlich von Ussuri und Unterem Amur vollständig verlor.
Bereits am 20. Junijul. / 2. Juli 1860greg. hatten russische Matrosen Haishen-wei besetzt und dem Ort den herausfordernd imperialistischen Namen Wladiwostok („Beherrsche den Osten“) gegeben.
1862 wurde in Wladiwostok ein Hafen gebaut. Ein durchdachtes System von Festungen entstand zwischen den 1870er- und 1890er-Jahren. 1880 erhielt Wladiwostok den Stadtstatus. Das städtische Wappen mit dem sibirischen Tiger wurde im März 1883 angenommen.
Im August 1890 wurde die Festung Wladiwostok zum Hauptquartier des Militärbezirks Ostsibirien des ostsibirischen Militärgouverneurs ernannt, Generalmajor Paul Unterberger war als  Militärgouverneur und Ataman der Ussurischen Kosaken eingesetzt. Für seine Verdienste um Wladiwostok wurde er nach 9-jähriger Amtszeit mit der Ehrenbürgerschaft von Wladiwostok verabschiedet.
Die Wirtschaft erlebte ab 1903 einen Aufschwung mit der Fertigstellung der Transsibirischen Eisenbahn, die Wladiwostok mit Moskau und Europa verbindet. Schnell entwickelte sich Wladiwostok zu einem internationalen Handelszentrum. Um die Jahrhundertwende siedelten sich dort viele ausländische Kaufleute an, deren Bauten teilweise noch das Stadtbild prägen (z. B. das 1864 gegründete Handelsunternehmen Kunst und Albers). Im engen Zusammenhang mit der wirtschaftlichen Entwicklung ist die rasante Zunahme der Bevölkerungszahl zu sehen. 1907 hatte Wladiwostok knapp 120.000 Einwohner.
Während des Russisch-Japanischen Krieges 1904–1905 wurde Wladiwostok von japanischen Kriegsschiffen belagert.
Nach dem Ausbruch der Oktoberrevolution und des Russischen Bürgerkrieges wurde die Stadt durch Ententetruppen besetzt. Im April des Jahres 1918 landeten einzelne japanische und britische Verbände. Ihnen folgte ein 8.000 Soldaten starkes amerikanisches Expeditionskorps, die American Expeditionary Force Siberia. In der Folge entstand hier ein Sammelplatz der Weißen Armee und ihrer Unterstützer (vgl. Fernöstliche Republik und Sibirische Intervention). Nach der Einnahme der Stadt durch die Truppen der Roten Armee unter Leitung von Jeronimas Uborevičius im Jahre 1922, der umfangreiche Kampfhandlungen vorausgingen, wurde Wladiwostok zum Hauptquartier der sowjetischen Pazifikflotte und zum Standort wichtiger militärisch-industrieller Einrichtungen. Die Einwohnerzahl der Stadt stieg bis Mitte der 1930er-Jahre auf über 200.000. 1937 wurde die gesamte koreanische Minderheit in der Region um Wladiwostok auf Anordnung Josef Stalins nach Zentralasien deportiert und konnte erst Jahrzehnte später zurückkehren.
Während des Bestehens der Sowjetunion stieg die Einwohnerzahl von Wladiwostok rasant an, von etwas über 100.000 im Jahr 1926 auf fast 650.000 Anfang der 1990er-Jahre. Da die Stadt als Hauptstützpunkt der Sowjetischen Pazifikflotte insbesondere während des Kalten Krieges militärstrategisch von Bedeutung war, wurde sie ab 1958 bis zum Ende der Sowjetunion 1991 für Ausländer gänzlich gesperrt. Beispielsweise durften Touristen mit der Transsibirischen Eisenbahn die historische Traditionsstrecke Moskau–Wladiwostok nie zu Ende fahren, sondern mussten als Endstation in die knapp 100 Kilometer östlich gelegene Hafenstadt Nachodka ausweichen. Ausnahmen bildeten unter anderem prominente Besuche: So trafen sich 1974 der sowjetische Staatschef Leonid Breschnew und der US-amerikanische Präsident Gerald Ford zu Gesprächen über Rüstungsbegrenzung (SALT) in Wladiwostok.

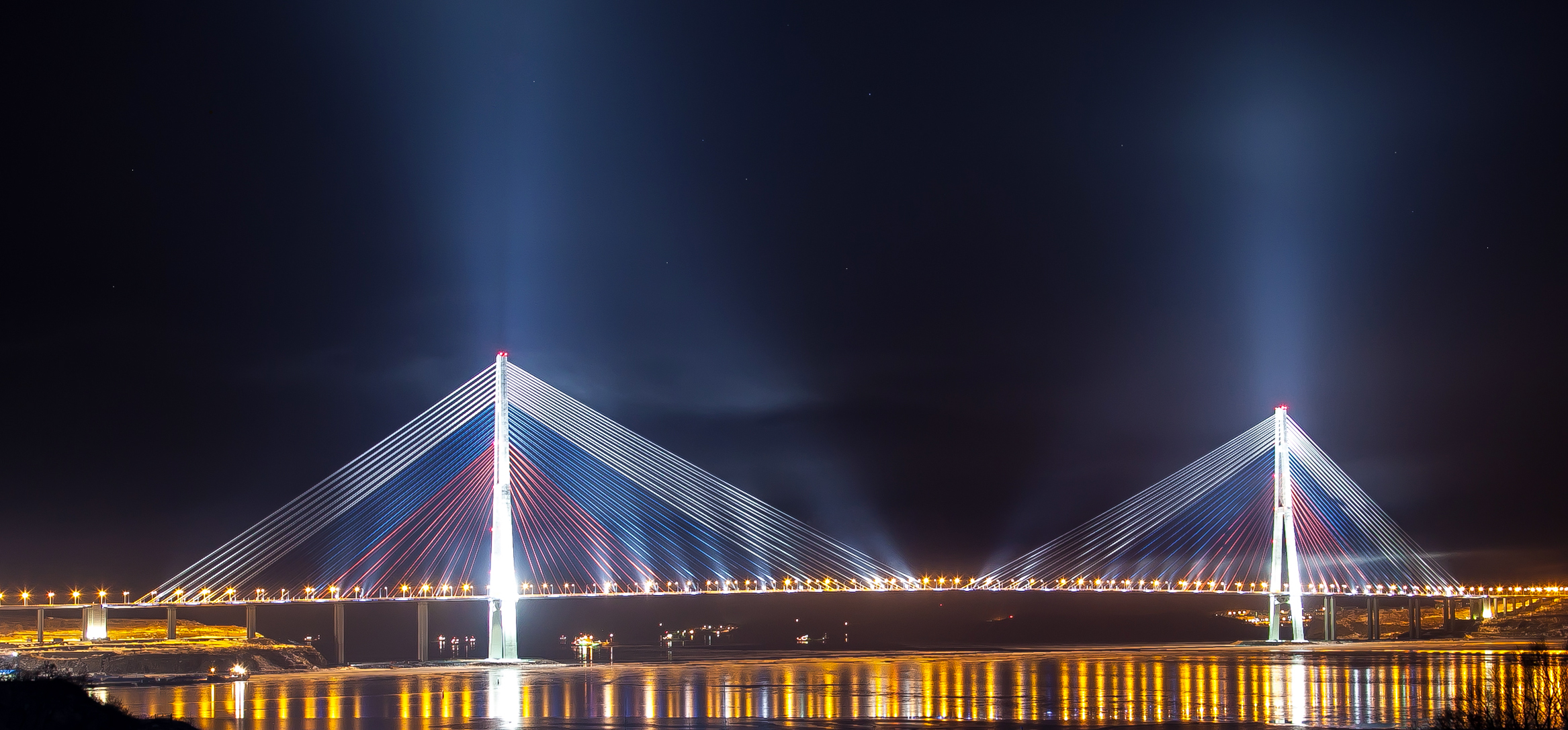
Die Russki-Brücke bei Nacht

Nach dem Zerfall der Sowjetunion herrschte zunächst in ganz Russland eine wirtschaftliche Rezession, von der auch Wladiwostok stark betroffen war. Obwohl die Pazifikmetropole geöffnet wurde, mussten zahlreiche Industriebetriebe schließen und die Einwohnerzahl der Stadt sank. Inzwischen hat sich der Trend jedoch umgekehrt. Unter Ausnutzung seiner guten verkehrsgeographischen Lage knüpft Wladiwostok wieder zunehmend an seine früheren Handels- und Industriefunktionen an und profiliert sich als ein wichtiges Wirtschaftszentrum im ostasiatischen Raum.
Ein prestigeträchtiges Symbol der wirtschaftlichen „Renaissance“ der Stadt ist die Russki-Brücke, eine Schrägseilbrücke, die mit 1104 Metern die weltweit größte Stützweite aufweist. Sie wurde im Juni 2012 für den Verkehr freigegeben und verbindet die vorgelagerte Insel Russki mit der Stadt.
Seit Dezember 2018 ist die Stadt das Verwaltungszentrum des Föderationskreises Ferner Osten, das von Chabarowsk verlegt wurde.

## Bevölkerung

### Ethnische Zusammensetzung
Von den 1,96 Millionen Bewohnern Primorjes, des südöstlichsten Subjektes der Russischen Föderation, leben laut den Ergebnissen der Bevölkerungszählung von 2018 604.901 in Wladiwostok, neben der Mehrheit der Russen auch Koreaner (Korjo-Saram) und Ukrainer. Seit Anfang der 1990er-Jahre sind außerdem viele Chinesen zugewandert.
Erst seit 1991 dürfen Ausländer die Stadt wieder ohne Sondergenehmigung besuchen; aufgrund der hohen Militärpräsenz und des Hafens, der als Hauptstützpunkt der Pazifikflotte genutzt wird, war dies bis 1991 aus Gründen der militärischen Sicherheit untersagt.

### Bevölkerungsentwicklung
Wie in vielen russischen Städten stieg auch die Bevölkerungszahl Wladiwostoks bis zum Zerfall der Sowjetunion kontinuierlich an. 1989 lebten knapp 634.000 Menschen in der Stadt. In den Folgejahren fiel die Einwohnerzahl relativ stark ab und betrug 2005 nur noch etwa 586.000. In den letzten Jahren setzte aber wieder eine deutliche Erholung ein, 2013 wurde die Marke von über 600.000 Einwohnern wieder erreicht.
| Jahr | Einwohner |
| ---- | --------- |
| 1897 | 028.933   |
| 1939 | 206.432   |
| 1959 | 290.608   |
| 1970 | 440.889   |
| 1979 | 549.789   |
| 1989 | 633.838   |
| 2002 | 594.701   |
| 2010 | 592.069   |
| 2021 | 603.519   |

Anmerkung: Volkszählungsdaten

## Politik und Verwaltung

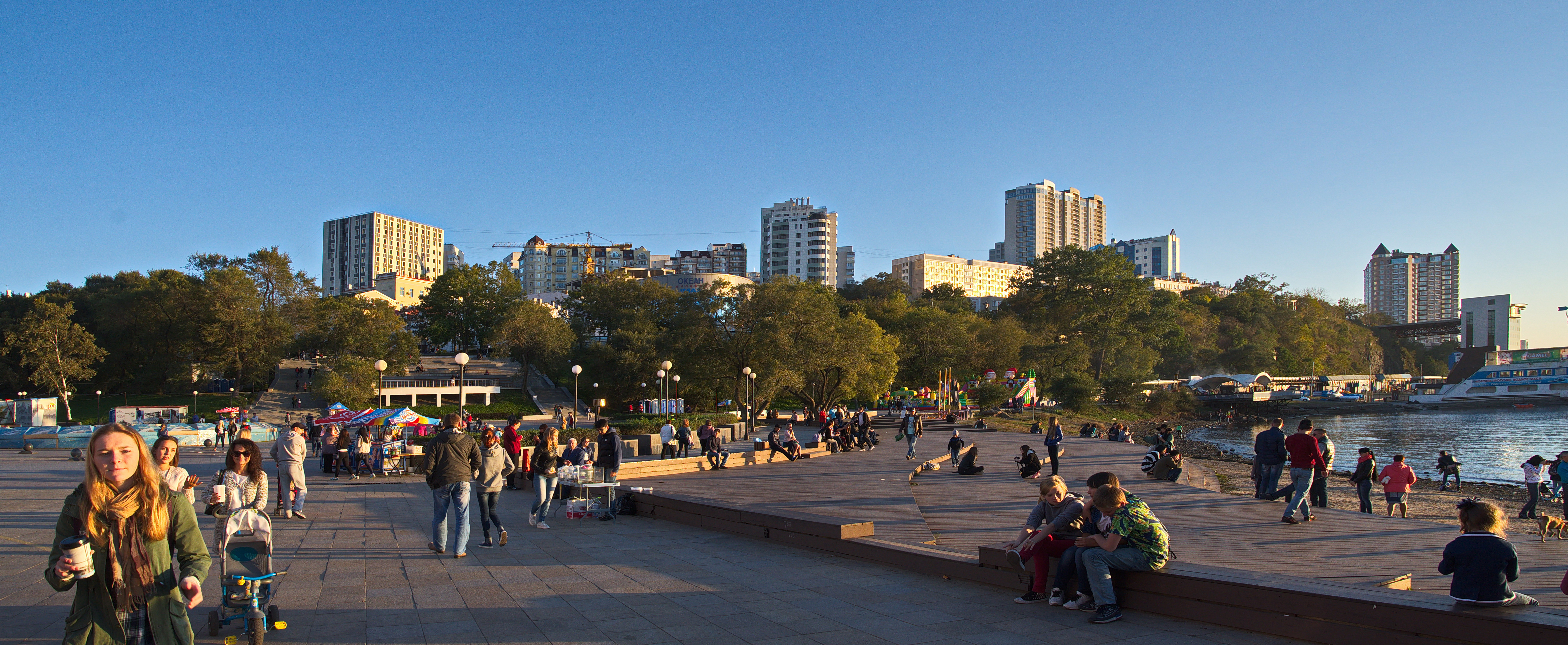
Skyline von Wladiwostok 2015

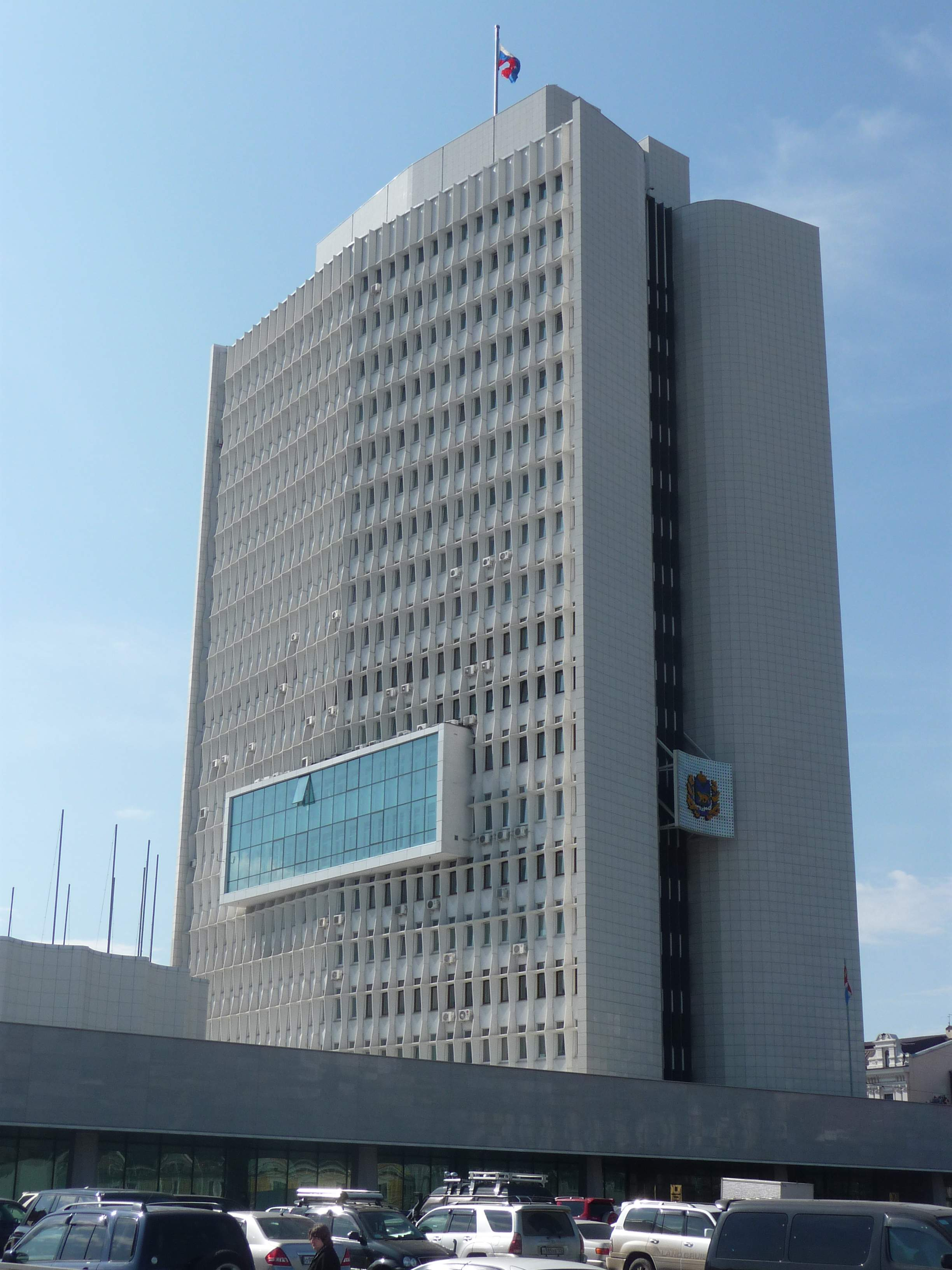
Gebäude der Gebietsverwaltung

Wladiwostok ist als Hauptstadt der Region Primorje Sitz der Gebietsverwaltung. Das Verwaltungsgebäude, auch „Weißes Haus“ genannt, befindet sich am Hafen.
Bürgermeister ist seit 2021 Konstantin Wladimirowitsch Schestakow, der Stadtrat besteht aus 35 Abgeordneten.
In Wladiwostok befinden sich zahlreiche General- und Honorarkonsulate.

### Partnerstädte
Wladiwostok listet folgende Partnerstädte auf:
| Stadt             | Land                            | seit |
| ----------------- | ------------------------------- | ---- |
| Akita             | Tōhoku, Japan                   | 1992 |
| Busan             | Südkorea                        | 1992 |
| Dalian            | Mǎnzhōu, Volksrepublik China    | 1992 |
| Hakodate          | Hokkaidō, Japan                 | 1992 |
| Harbin            | Mǎnzhōu, Volksrepublik China    | 2017 |
| Ho-Chi-Minh-Stadt | Nam Bộ, Vietnam                 | 2009 |
| Incheon           | Südkorea                        | 2012 |
| Juneau            | Alaska, Vereinigte Staaten      | 1992 |
| Kota Kinabalu     | Sabah, Malaysia                 | 2010 |
| Manta             | Manabí, Ecuador                 | 2009 |
| Niigata           | Niigata, Japan                  | 1991 |
| Pohang            | Gyeongsangbuk, Südkorea         | 2018 |
| San Diego         | Kalifornien, Vereinigte Staaten | 1991 |
| Tacoma            | Washington, Vereinigte Staaten  | 1992 |
| Wladikawkas       | Nordkaukasus, Russland          | 2009 |
| Wŏnsan            | Kangwŏn, Nordkorea              | 2009 |
| Yanbian           | Mǎnzhōu, Volksrepublik China    | 2011 |
| Zchinwali         | Südossetien, Georgien           | 2021 |

### Konsulate
Folgende Staaten unterhalten in Wladiwostok ein Konsulat:

Im Range eines Generalkonsulats
- Japan
- Nordkorea
- Volksrepublik China
- Ukraine
- Indien
- Südkorea
- Vereinigte Staaten
- Vietnam

Im Range eines Konsulats
- Australien
- Kanada
- Neuseeland
- Armenien

Im Range eines Honorarkonsulats
- Deutschland
- Thailand
- Bangladesch
- Philippinen
- Großbritannien
- Chile

## Wirtschaft und Infrastruktur

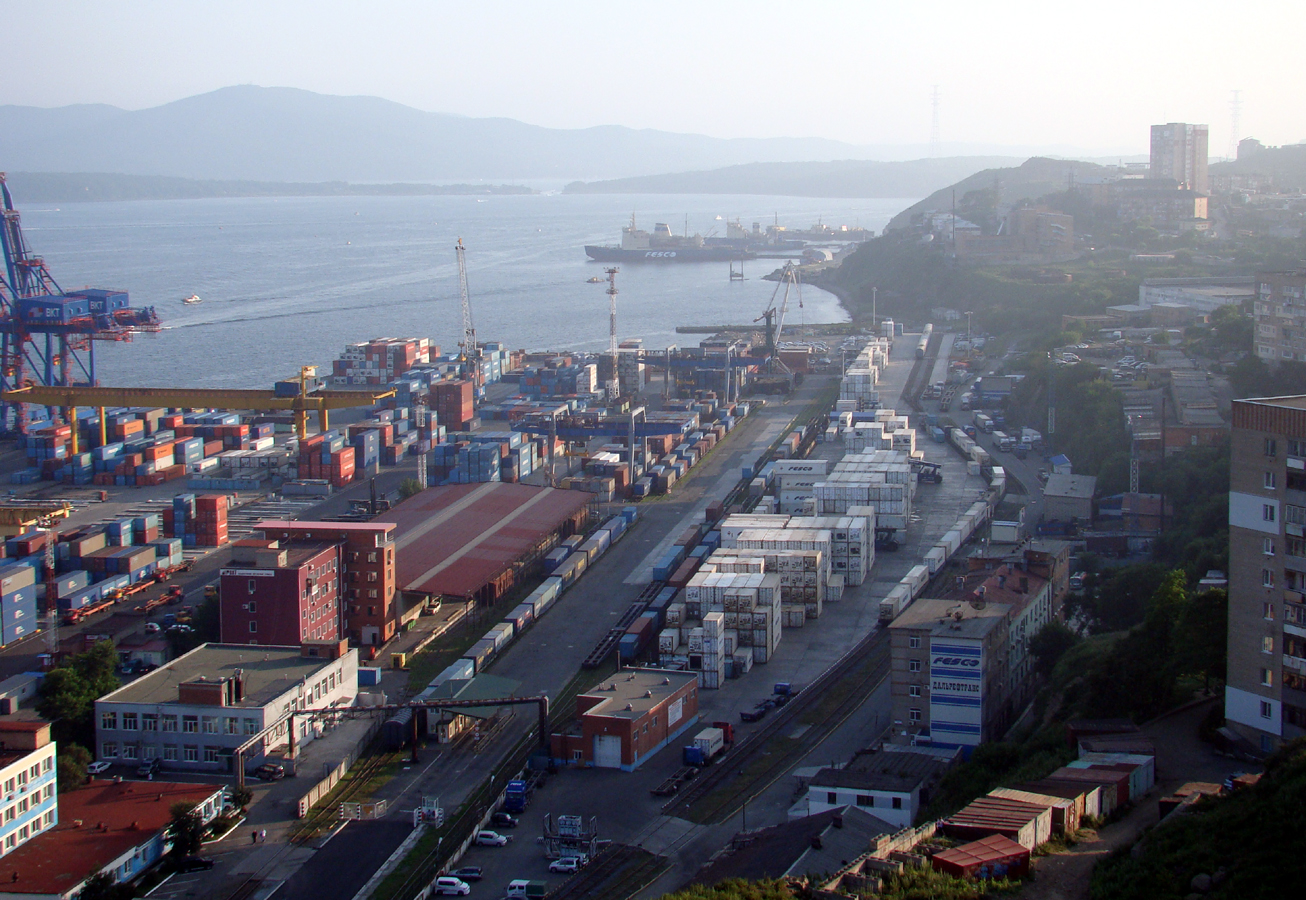
Hafen von Wladiwostok

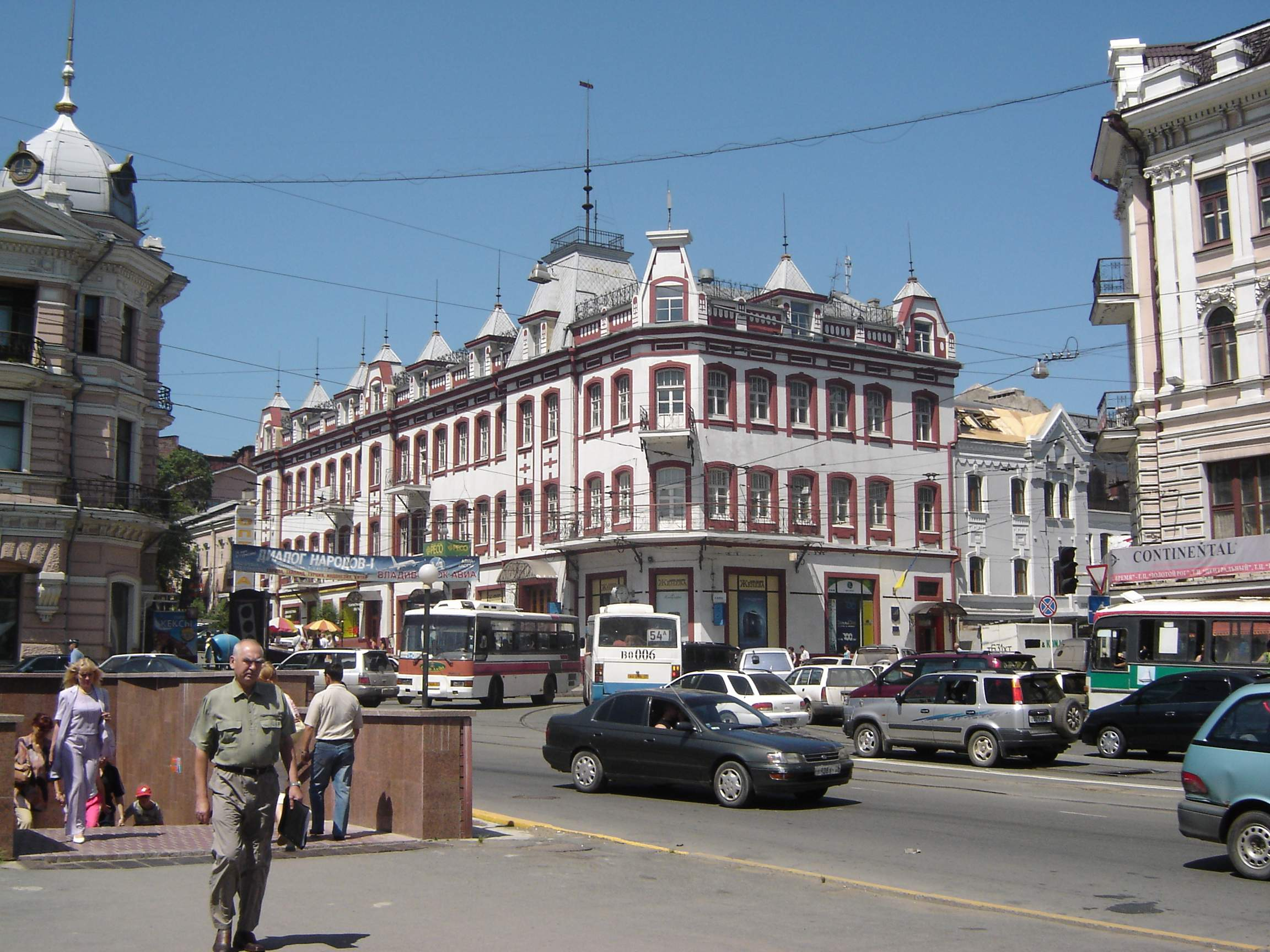
Im Stadtzentrum

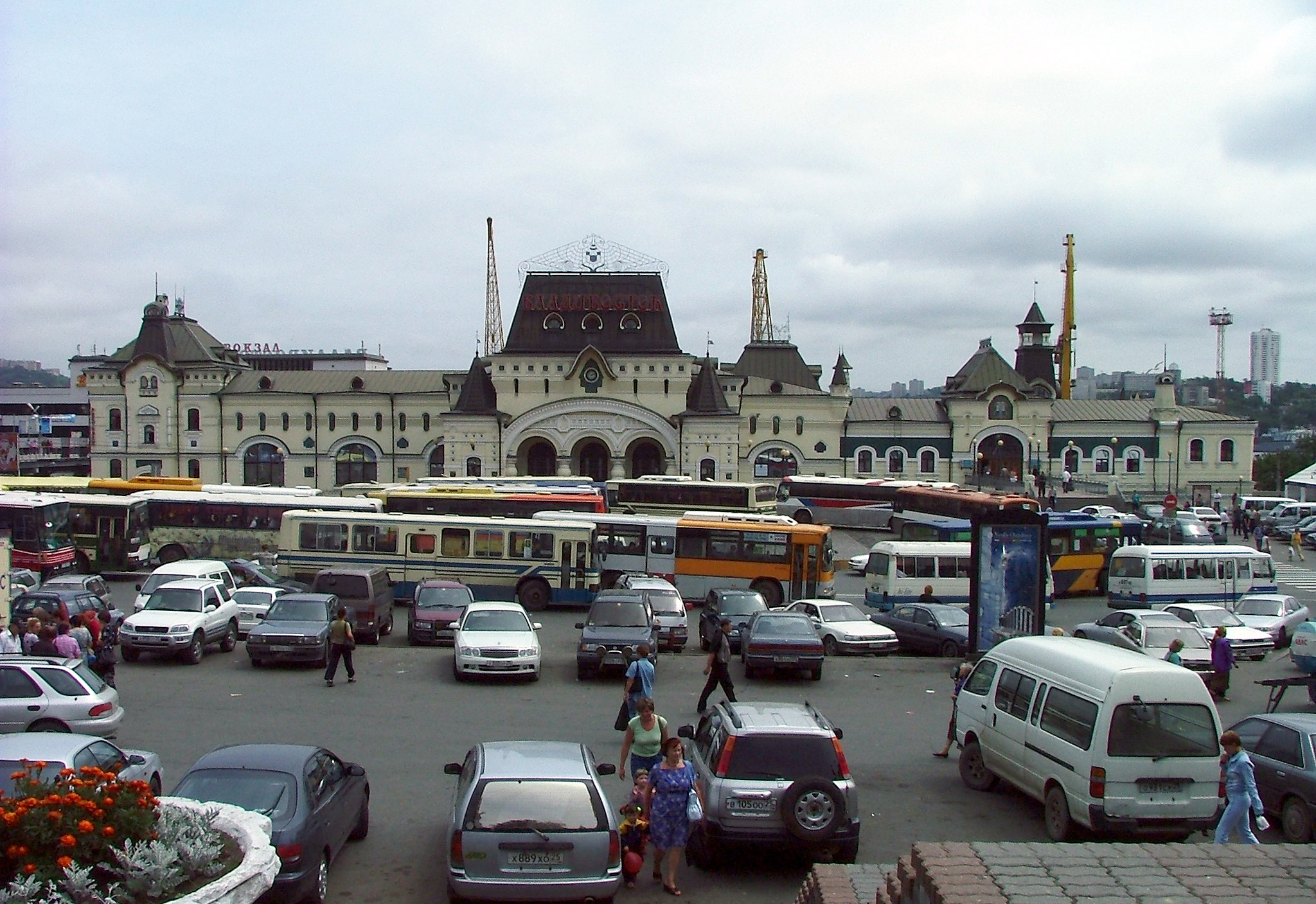
Bahnhof von Wladiwostok

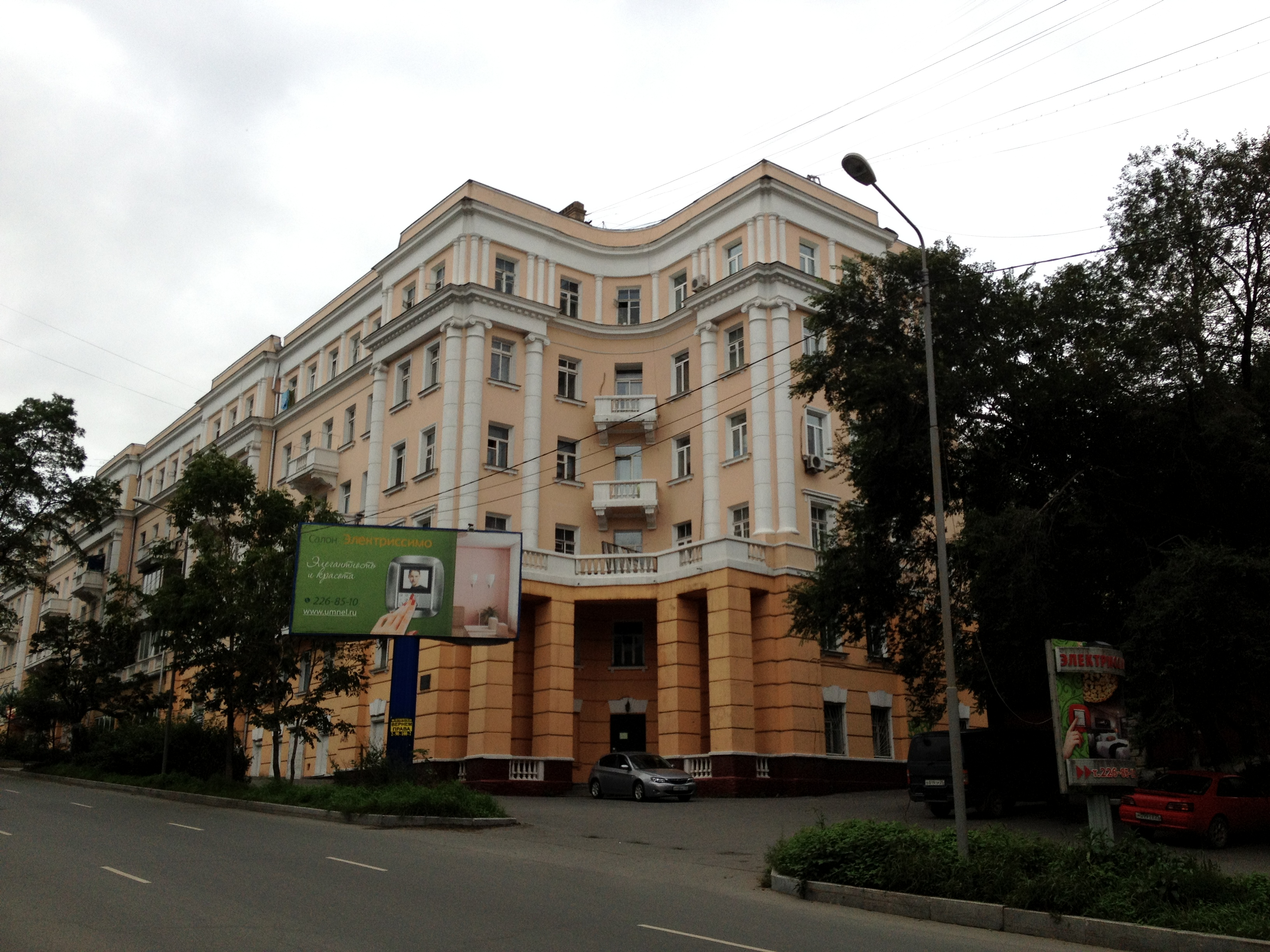
Swetlanskaja-Straße im Zentrum

### Wirtschaft
Wladiwostok ist einer der wichtigsten Pazifikhäfen Russlands. Hauptwirtschaftszweige sind der Hafen, die Fischereiindustrie und der Marinestützpunkt. Die Hauptexportprodukte sind Fisch, Holz und Metalle. Importiert werden hauptsächlich Gebrauchtwagen, Kleidung, Schuhe und andere Konsumgüter.
Wirtschaftlich bedeutsam ist Wladiwostok aufgrund seiner Grenznähe zur Volksrepublik China sowie der Fährverbindung nach Japan.
Die Stadt ist rund 100 Kilometer von der Volksrepublik China entfernt, und so stellen Chinesen einen bedeutenden Faktor im Wirtschaftsleben dar. Einen Wirtschaftsfaktor bildet das Glücksspiel, welches in der Volksrepublik China verboten ist.
Im Oktober 2015 wurde das Casino Tigre de Cristal mit 68 Spieltischen, 321 Spielautomaten und einem 5-Sterne-Hotel eröffnet. Seit 2009 ist jedes Glücksspiel in Russland verboten, ausgenommen wurden 2010 per Erlass vier für den Glücksspieltourismus attraktive Sonderspielzonen: neben der Region Primorje mit Wladiwostok auch die Oblast Kaliningrad, die Region Altai in Sibirien und die südrussische Region Krasnodar. 2014 kam noch die völkerrechtswidrig annektierte Krim dazu.
Bauherrin (110 Mio. €) und Betreiberin ist die Summit Ascent Holding Ltd. mit den Casinobetreibern NagaCorp aus Kambodscha und Melco Crown aus China, hinter denen der Casino-Investor Lawrence Ho Yau Lung steht.
Ein produzierendes Unternehmen mit Sitz in Wladiwostok ist der Zementhersteller Wostokzement, der drei Zementwerke im Fernen Osten betreibt.

### Verkehr
Der Bahnhof Wladiwostok ist östlicher Endpunkt der Transsibirischen Eisenbahn. Von hier verkehren unter anderem Züge nach Nachodka und über eine 866 Kilometer lange Strecke nach Changchun in China.
40 Kilometer nördlich nahe Artjom liegt der internationale Flughafen Wladiwostok (IATA-Code VVO, ICAO-Code UHWW), der die Stadt mit zahlreichen Flughäfen in Russland, Ost- und Südostasien verbindet. Er war Hauptsitz der Fluggesellschaft Vladivostok Avia und wird seit 2009 ausgebaut; das Inlandsterminal war 2006 erneuert worden.
Wladiwostok ist Endpunkt der Fernstraße A370 von Chabarowsk. Eine weitere Fernstraße führt in Richtung Osten nach Nachodka. 2012 wurden zwei neue Brücken fertiggestellt: Die Solotoi-Brücke über das Goldene Horn verbindet die Stadtteile Stadtmitte und Tschurkina. Über die Russki-Brücke ist die Russki-Insel mit dem Auto erreichbar.
Vom Fährhafen Wladiwostok neben dem Bahnhof fährt ein Fährschiff der Reederei DBS Cruise Ferry regelmäßig nach Donghae, Südkorea und von dort weiter nach Sakaiminato auf der japanischen Hauptinsel Honshū.
Der ÖPNV der Stadt wird sowohl von Bus- und Trolleybuslinien als auch von Straßenbahnen (siehe Straßenbahn Wladiwostok) durchgeführt, hinzu kommen wie überall in Russland eine Vielzahl an Kleinbuslinien, sogenannte „Marschrutki“.
Die meisten Fahrzeuge werden aus Japan oder Südkorea importiert. Wegen des in Japan üblichen Linksverkehrs haben diese Fahrzeuge meist Rechtslenkung.
Am Ort befindet sich eine Monitoring-Station des SDCM-Systems.

### Bildung
- Fernöstliche Managementhochschule

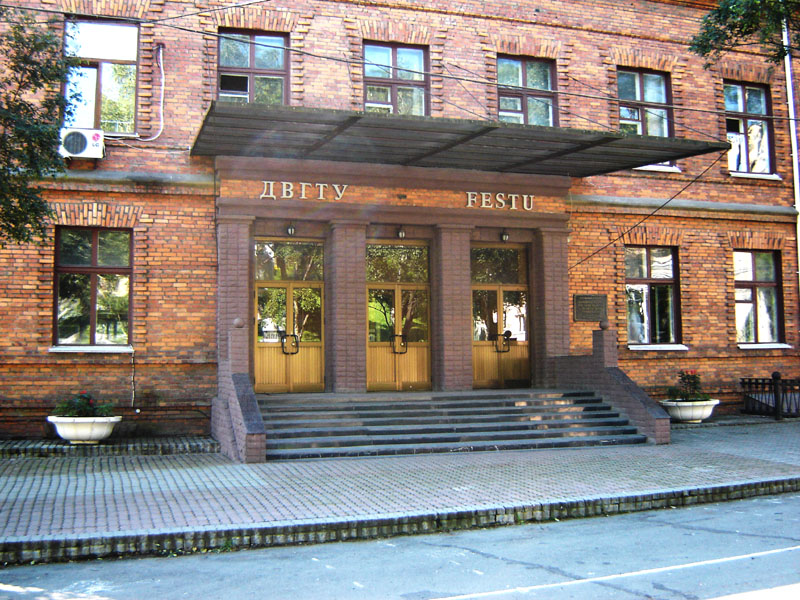
Haupteingang der Universität

- Fernöstliche Staatliche Akademie für Meereskunde
- Fernöstliche Staatliche Akademie für Ökonomie und Verwaltung
- Fernöstliche Staatliche Technische Universität
- Fernöstliche Staatliche Technische Universität für Fischwirtschaft
- Fernöstliche Staatliche Universität
- Fernöstliches Handelsinstitut
- Fernöstliches Staatliches Kunstinstitut
- Filiale der Russischen Akademie der Wissenschaften
- Filiale der Russischen Zollakademie
- Filiale der Staatlichen Ingenieurökonomischen Akademie Sankt-Petersburg
- Filiale des Staatlichen Pädagogischen Instituts Komsomolsk-na-Amure
- Filiale der Petersburger Universität der Gewerkschaftsverbände
- Institut für internationale Touristik
- Institut für Management und Business der Fernöstlichen Staatlichen Universität
- Kolleg für Internationale Touristik
- Pazifisches Militärisches Marineinstitut
- Wladiwostoker Filiale des Juristischen Instituts des Innenministeriums Russlands
- Staatliche Medizinische Universität Wladiwostok
- Wladiwostoker Staatliche Universität für Ökonomie und Service

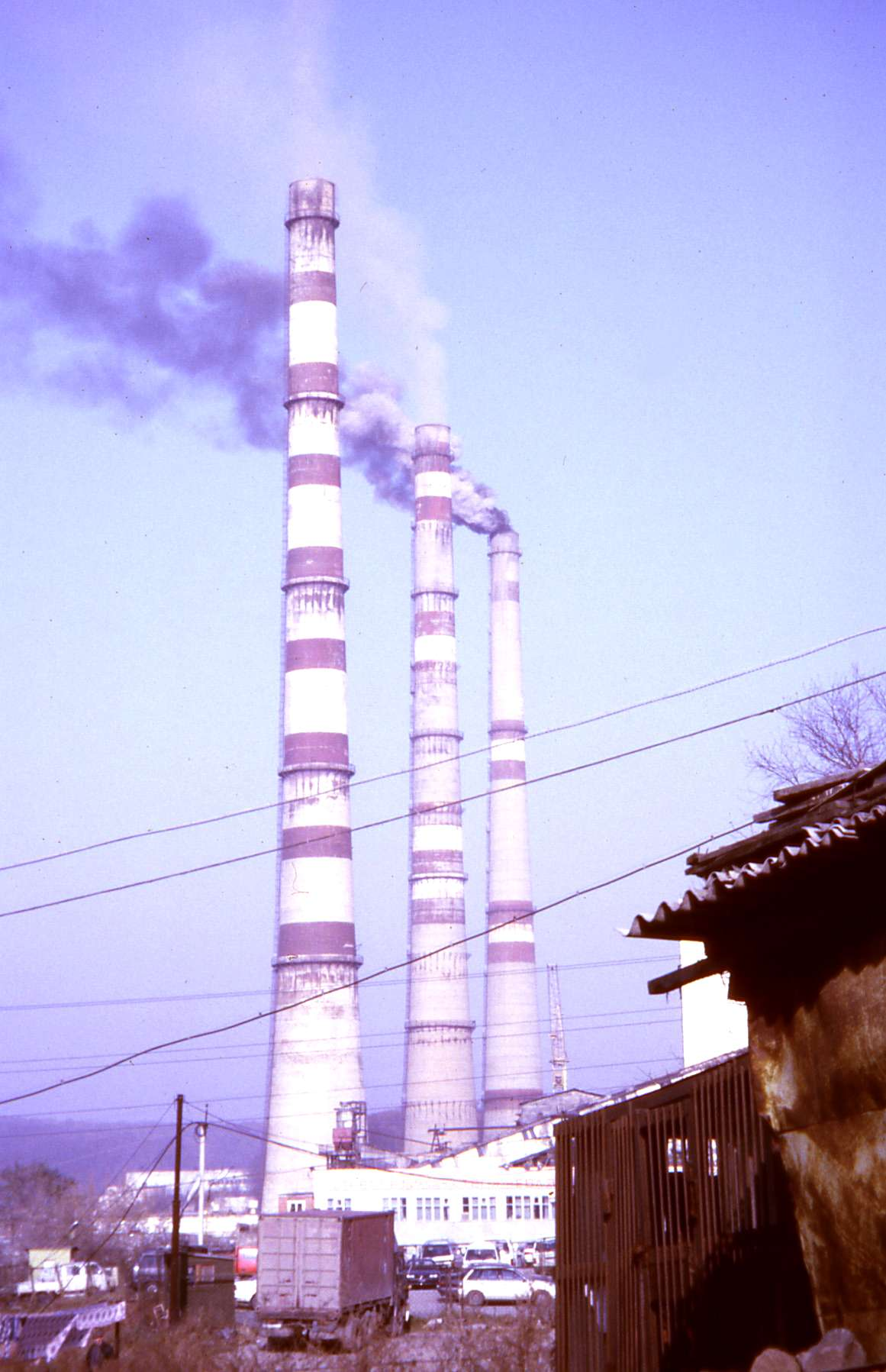
Kraftwerk in Wladiwostok

## Umwelt
In Wladiwostok, insbesondere in den Vororten, gibt es eine starke Luft- und Umweltverschmutzung. Die Erstellung des Ecocenter-Umweltreports dauerte zehn Jahre. Er basiert auf 30.000 Proben der Luft, des Wassers, des Schnees und von menschlichem Gewebe, die zwischen 1985 und 1993 genommen wurden. Die Proben zeigen über den Untersuchungszeitraum signifikante Anstiege bei den Schwermetallen, so bei Cadmium, Cobalt, Arsen und Quecksilber, die das Atmungs- und das zentrale Nervensystem angreifen.
Die Umweltverschmutzung hat laut Ecocenter verschiedene Ursachen. In Wladiwostok haben sich 80 industrielle Unternehmen angesiedelt. Das ist zwar nicht viel im Vergleich zu den großen Industriestandorten in Russland, jedoch gibt es in der Umgebung der Stadt sehr umweltbelastende Industrieunternehmen, wie etwa Schiffbau und -reparatur, Kraftwerke, Bergbau und Pelzfarmen. Wladiwostoks Geographie verstärkt den Verschmutzungseffekt: der Wind kann die Luftverschmutzung aus den am stärksten belasteten Teilen der Stadt nicht wegwehen, da sie in einer Art Becken liegen. Außerdem fällt im Winter recht wenig Schnee, der die Schmutzstoffe binden könnte.

## Kultur

### Museen und Musik
Museen in Wladiwostok sind unter anderem das Wladimir-Arsenjew-Museum, ein großes historisches und naturkundliches Museum, dessen Name an den 1930 in der Stadt gestorbenen Forschungsreisenden und Schriftsteller Wladimir Arsenjew erinnert, die Gemäldegalerie, das Heimatkundemuseum, das Grenztruppenmuseum, das Suchanow-Museum, das Oldtimermuseum und das Museumsschiff Krasny Wympel.
Mit Mumi Troll wurde in Wladiwostok eine russische Rockband gegründet, die rasch zu einer der populärsten wurde.

### Sport
Höchstklassige Fußballmannschaft der Stadt ist der in der zweiten Liga spielende Verein FK Lutsch Wladiwostok, der seine Heimspiele im 10.500 Zuschauer fassenden Stadion Dinamo austrägt. In der höchsten russischen Basketballliga PBL spielt der BK Spartak Primorje. Seine Heimspielstätte ist der Sportkomplex Olimpijez, der 1100 Zuschauern Plätze bietet.
2013 wurde mit HK Admiral Wladiwostok ein Eishockeyclub gegründet, der zur Saison 2013/14 in die KHL aufgenommen wurde. Seine Heimspielstätte ist die 2013 fertiggestellte Mehrzwecksporthalle Fetissow-Arena, die knapp 5500 Zuschauerplätze zu bieten hat und außer für Eishockeyspiele auch für Konzerte mit einer Kapazität bis zu 7500 Plätzen genutzt wird.
Die Russian Open sind die offenen internationalen Meisterschaften von Russland im Badminton. Sie werden seit 1992 ausgetragen. Seit 2007 gehören die Meisterschaften zum BWF Grand Prix und damit zur Oberklasse der Badmintonwettbewerbe.

## Religion

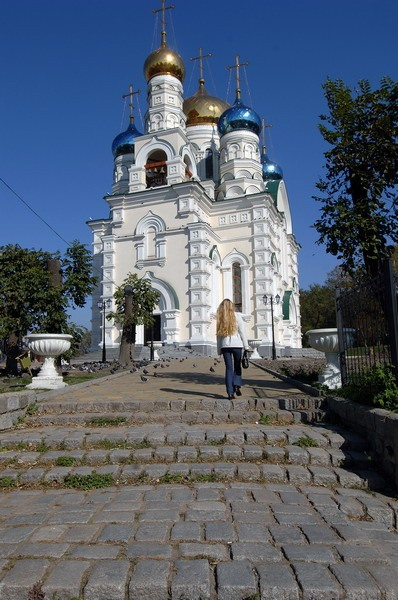
Orthodoxe Kirche in Wladiwostok

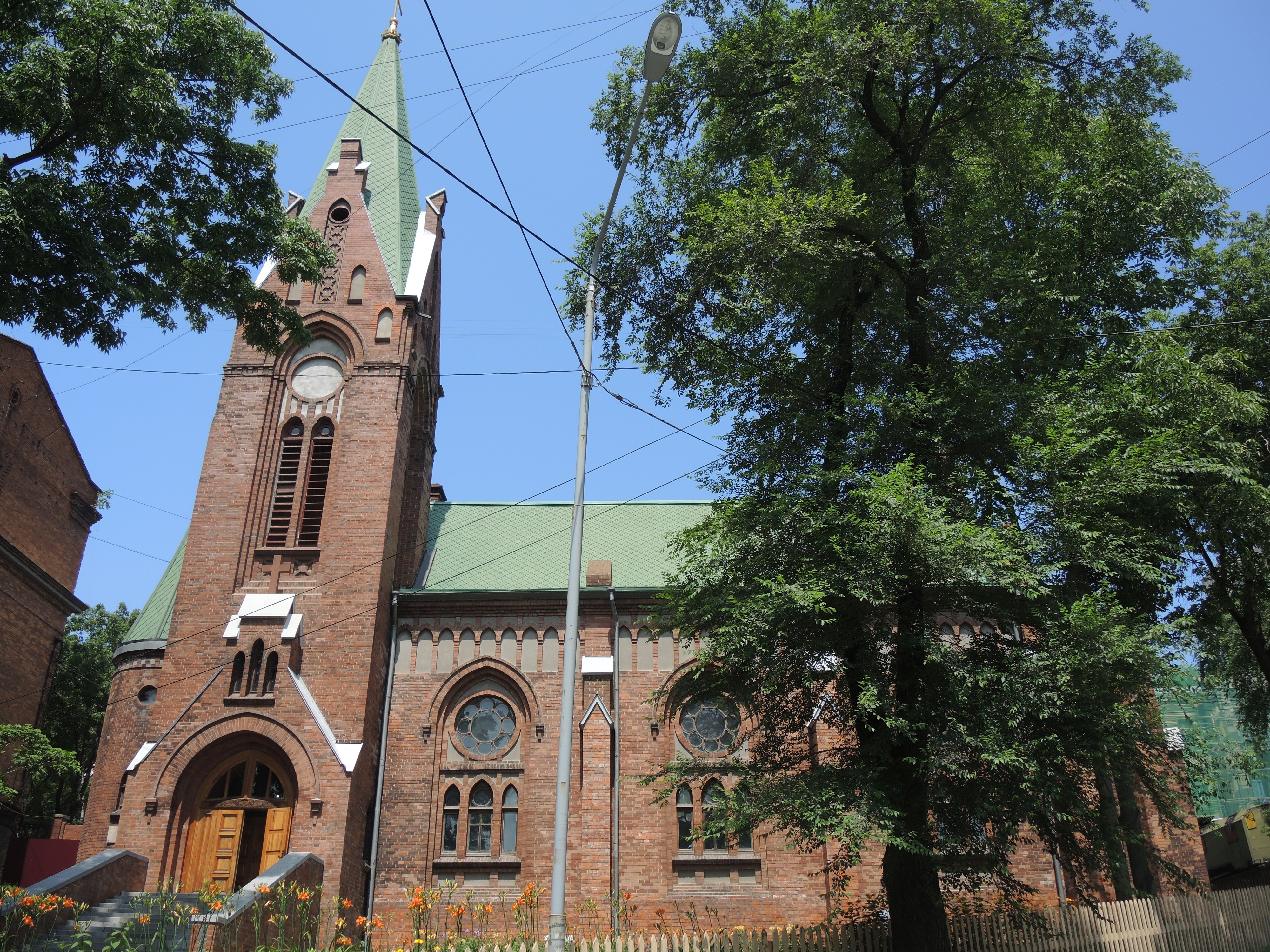
Die Pauluskirche

### Russisch-Orthodox
Der Großteil der Bewohner Wladiwostoks gehört der Russisch-Orthodoxen Kirche an. Wladiwostok ist Sitz einer orthodoxen Eparchie.

### Evangelisch
Das älteste Kirchengebäude von Wladiwostok ist die im Jahre 1907 erbaute evangelisch-lutherische Pauluskirche. Sie steht an der Uliza Puschkinskaja 14 und wurde vom deutschen Architekten Georg Junghändel erbaut. Sie gehört zu den bedeutendsten Architekturdenkmälern der Stadt – mit einer bizarren mehr als hundertjährigen Geschichte, in der sie unter anderem als Matrosenclub, Kino und jahrzehntelang als Militärmuseum diente.

### Andere
Es gibt in der Stadt auch einige Kirchen anderer christlicher Konfessionen, ein buddhistisches Zentrum sowie eine Synagoge, deren Gemeinde etwa 300 aktive Mitglieder hat.
Bedingt durch die antireligiöse Politik der Sowjetunion ist der Anteil der aktiv praktizierenden Gläubigen aller Religionen relativ niedrig, ebenso gibt es eine große Zahl an Konfessionslosen.

## Söhne und Töchter der Stadt

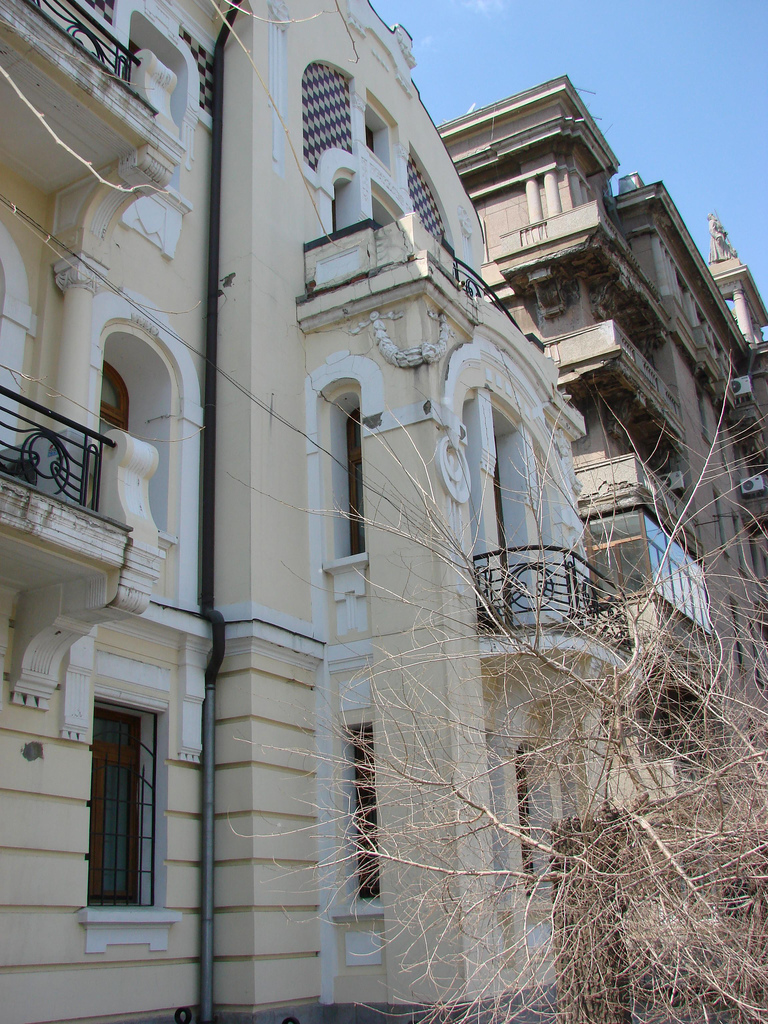
Yul Brynners Geburtshaus

- Sergej von Freymann (1882–1946), russisch-usbekischer Schachmeister
- Pawel Wladimirowitsch Wittenburg (1884–1968), russisch-sowjetischer Geologe
- Nikolai Alexander von Transehe (1886–1960), Marineoffizier und Polarforscher
- Juri Scheltinga (1891–1962), Konteradmiral und Hochschullehrer
- Michail Raslovlev (1892–1987), Publizist
- Georgi Buritschenkow (1894–1953), Generalmajor
- Alexandra Birjukowa (1895–1967), russisch-kanadische Architektin
- Georg Faehlmann (1895–1975), estnischer Segler
- Igor Tamm (1895–1971), Physiker (Physik-Nobelpreisträger)
- Peter A. Boodberg (1903–1972), US-amerikanischer Sinologe und Linguist
- Godber Nissen (1906–1997), deutscher Architekt und Hochschullehrer
- Mary Losseff (1907–1972), russische und britische Operettensängerin (Sopran) und Schauspielerin
- Vladimir Ossipoff (1907–1998), US-amerikanischer Architekt
- Otto Beckmann (1908–1997), österreichischer Bildhauer
- Jelena Saklinskaja (1910–1989), Geologin und Palynologin
- Reginald Bretnor (1911–1992), US-amerikanischer Science-Fiction-Schriftsteller
- Harry Igor Ansoff (1918–2002), Mathematiker und Wirtschaftswissenschaftler
- Yul Brynner (1920–1985), russisch-mongolisch-schweizerisch-US-amerikanischer Schauspieler
- Irino Yoshirō (1921–1980), japanischer Komponist
- Stanisław Hantz (1923–2008), polnischer Überlebender verschiedener nationalsozialistischer Konzentrationslager
- Nonna Poljakowa (1930–1999), Sprinterin
- Boris Pustynzew (1935–2014), Dissident und Menschenrechtler
- Alexander Sajzew (1935–1971), Schachspieler
- Swetlana Fedossejewa (1936–2017), Prähistorikerin und Hochschullehrerin
- Erik Galimow (1936–2020), Geochemiker und Ehrenprofessor der Lomonossow-Universität in Moskau
- Felix Gromow (1937–2021), Flottenadmiral und ehemaliger Oberkommandierender der Russischen Marine
- Igor Kassatonow (* 1939), Admiral
- Wiktor Semenjuk (1940–2014), Dokumentarfilmregisseur
- Natalja Iwanowa (* 1949), Ökonomin und Hochschullehrerin
- Boris Gryslow (* 1950), Politiker
- Wiktor Tjulkin (* 1951), Politiker
- Michail Abramow (* 1956), Flottenadmiral
- Tatjana Assejewa (* 1959), Bodenkundlerin und Hochschullehrerin
- Andrei Tjumenzew (* 1963), Handballspieler
- Igor Tschumak (* 1964), Spieleragent, Handballtrainer und -spieler
- Georgi Zybulnikow (* 1966), Kanute
- Maximilian Presnjakow (* 1968), Künstler
- Wladimir Bolotski (* 1969), russisch-portugiesischer Handballspieler
- Ilja Simin (1972–2006), Journalist und Fernsehreporter
- Wladimir Nikolajew (* 1973), Politiker, Bürgermeister von Wladiwostok (2004–2008)[18]
- Diana Gustilina (* 1974), Basketballspielerin
- Irina Rusljakowa (* 1975), Badmintonspielerin
- Igor Kunizyn (* 1981), Tennisspieler
- Dietrich Brauer (* 1983), lutherischer Theologe und Erzbischof der Evangelisch-lutherischen Kirche Europäisches Russland
- Georg Potrebitsch (* 1984), deutscher Triathlet
- Bella Sterlikowa (* 1984), Skeletonpilotin
- Natalja Pogonina (* 1985), Schachspielerin
- Jelena Woinowa (* 1985), Sprinterin
- Daria Burlak (* 1986), Pianistin und Organistin
- Igor Portnjagin (* 1989), Fußballspieler
- Mark Schulschizki (* 1989), Automobilrennfahrer
- Kristina Brodskaja (* 1990), Theater- und Filmschauspielerin
- Taras Burlak (* 1990), Fußballspieler
- Artur Nigmatullin (* 1991), Fußballspieler
- Roman Prutschai (* 1991), Poolbillardspieler
- Dmitri Tichi (* 1992), Fußballspieler
- Wladislaw Bojarinzew (* 1994), Skispringer
- Sergei Sirant (* 1994), Badmintonspieler
- Alexei Grizajenko (* 1995), Fußballspieler
- Eduard Sachartschenko (* 1995), ukrainisch-russischer Eishockeytorwart
- Igor Welitschko (* 1995), Beachvolleyballspieler
- Darja Rudych (* 1997), Beachvolleyballspielerin
- Sofja Sapega (* 1998), ehemalige politische Gefangene
- Witali Krawzow (* 1999), Eishockeyspieler